# Équipe d'Italie féminine de football
Cet article traite de l'équipe féminine. Pour l'équipe masculine, voir Équipe d'Italie de football.
L'équipe d'Italie féminine de football est constituée par une sélection des meilleures joueuses italiennes sous l'égide de la Fédération d'Italie de football.

## Historique
L'équipe nationale joue son premier match le 23 février 1968 à Viareggio, contre la Tchécoslovaquie, mais ne fait pas alors partie de la Fédération italienne de football féminin, qui naît le 11 mars à Viareggio. Dès le début, elle dispute différents tournois continentaux et internationaux nés pendant cette période en Europe et dans le monde, avec plusieurs succès. Entre 1981 et 1988, elle participe aux cinq éditions du Mundialito (féminin), tournoi international à quatre (ou six) équipes habituellement organisé sur son sol, remportant trois fois la compétition. 
En 1991, elle atteint les quarts de finale du tout premier mondial officiel, organisé par la FIFA. Par la suite elle ne parvient à se qualifier qu'à 3 reprises pour la phase finale de la Coupe du monde, en 1999 puis plus récemment en 2019 où elle égale sa performance de 1991 (quart de finale) et en 2023. Elle connaît le même type de parcours en Championnat d'Europe féminin de football, organisé par l'UEFA à partir de 1982. L'Italie obtient de bons résultats jusqu'en 1997 : en treize ans elle alterne deux médailles d'argent, deux de bronze et deux quatrièmes places. Après 1997, en 7 éditions elle franchit le premier tour à seulement 3 reprises, échouant les 2 premières fois en quart de finale, avant de rallier à nouveau le dernier carré en 2025 28 ans plus tard.

## Classement FIFA
| Année              | 2003 | 2004 | 2005 | 2006 | 2007 | 2008 | 2009 | 2010 | 2011 | 2012 | 2013 | 2014 | 2015 | 2016 | 2017 | 2018 | 2019 | 2020 | 2021 | 2022 | 2023 | 2024 |
| ------------------ | ---- | ---- | ---- | ---- | ---- | ---- | ---- | ---- | ---- | ---- | ---- | ---- | ---- | ---- | ---- | ---- | ---- | ---- | ---- | ---- | ---- | ---- |
| Classement mondial | 10   | 10   | 10   | 13   | 14   | 12   | 11   | 11   | 11   | 11   | 12   | 14   | 13   | 16   | 17   | 16   | 14   | 13   | 15   | 17   | 14   | 13   |
| Classement Uefa    | 6    | 6    | 6    | 7    | 7    | 7    | 7    | 6    | 5    | 5    | 6    | 7    | 7    | 9    | 9    | 8    | 8    | 8    | 9    | 9    | 8    | 8    |

## Palmarès

### Parcours enCoupe du monde

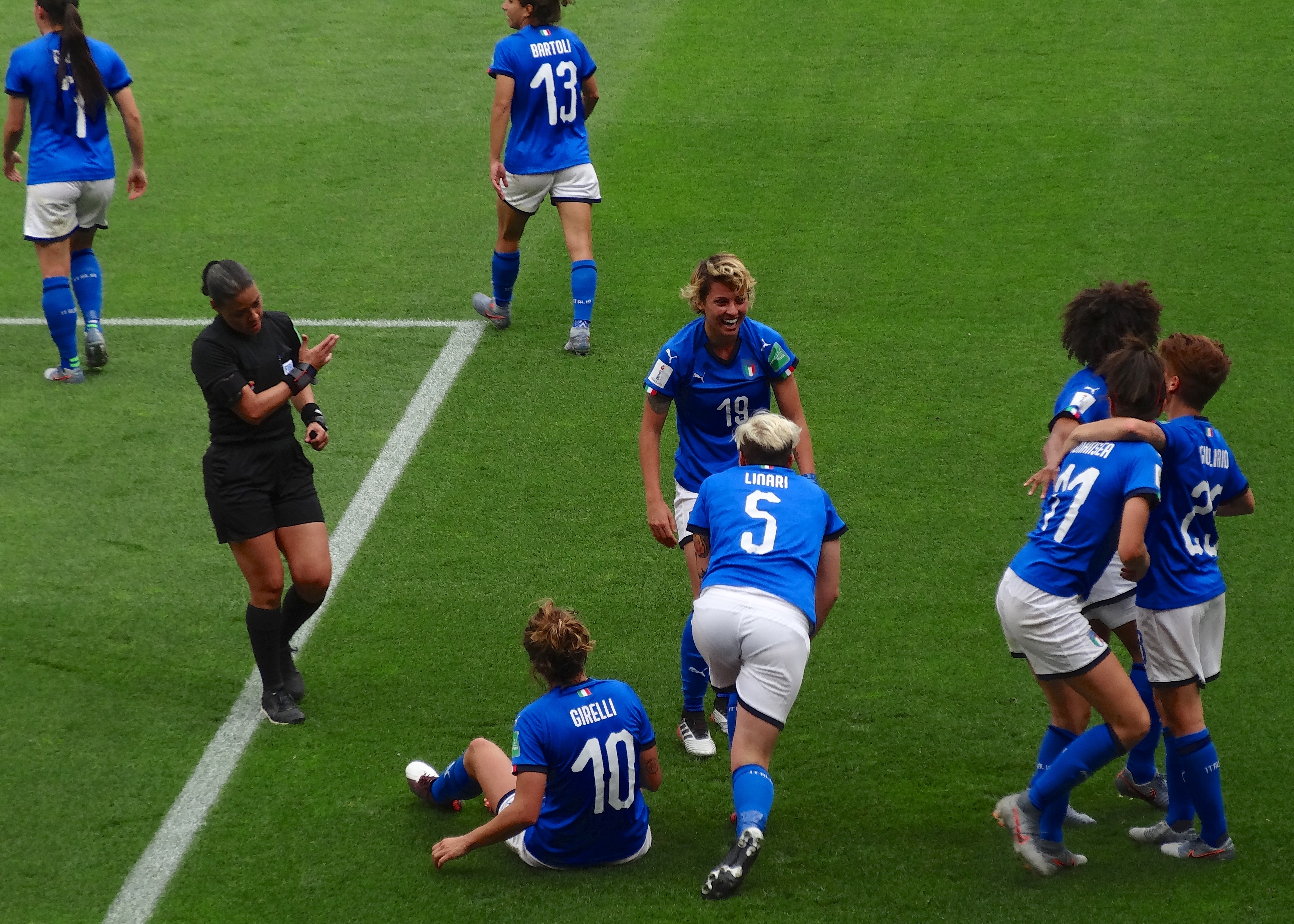
Les Italiennes durant le Mondial 2019

| Édition | Performance     | J  | V | N | D | Bp | Bc |
| ------- | --------------- | -- | - | - | - | -- | -- |
| 1991    | Quart de finale | 4  | 2 | 0 | 2 | 8  | 5  |
| 1995    | Non qualifiée   | -  | - | - | - | -  | -  |
| 1999    | 1er tour        | 3  | 1 | 1 | 1 | 3  | 3  |
| 2003    | Non qualifiée   | -  | - | - | - | -  | -  |
| 2007    | Non qualifiée   | -  | - | - | - | -  | -  |
| 2011    | Non qualifiée   | -  | - | - | - | -  | -  |
| 2015    | Non qualifiée   | -  | - | - | - | -  | -  |
| 2019    | Quart de finale | 5  | 3 | 0 | 2 | 9  | 4  |
| 2023    | 1er tour        | 3  | 1 | 0 | 2 | 3  | 8  |
| 2027    | À venir         | -  | - | - | - | -  | -  |
| 2031    | À venir         | -  | - | - | - | -  | -  |
| 2035    | À venir         | -  | - | - | - | -  | -  |
| Total   | 4/9             | 15 | 7 | 1 | 7 | 23 | 20 |

### Parcours enChampionnat d'Europe
| Performances de l'Italie à l'Euro. \| Édition \| Performance \| J \| V \| N \| D \| BP \| BC \| \| ------- \| ---------------------------------- \| -- \| -- \| - \| -- \| -- \| -- \| \| 1984 \| Demi-finale \| 2 \| 0 \| 0 \| 2 \| 3 \| 5 \| \| 1987 \| 3e \| 2 \| 1 \| 0 \| 1 \| 2 \| 3 \| \| 1989 \| 4e \| 2 \| 0 \| 1 \| 1 \| 2 \| 3 \| \| 1991 \| 4e \| 2 \| 0 \| 0 \| 2 \| 1 \| 5 \| \| 1993 \| Finaliste \| 2 \| 0 \| 1 \| 1 \| 1 \| 2 \| \| 1995 \| Non qualifiée (quart de finale)[2] \| - \| - \| - \| - \| - \| - \| \| 1997 \| Finaliste \| 5 \| 2 \| 2 \| 1 \| 7 \| 6 \| \| 2001 \| 1er tour \| 3 \| 1 \| 1 \| 1 \| 3 \| 4 \| \| 2005 \| 1er tour \| 3 \| 0 \| 0 \| 3 \| 4 \| 12 \| \| 2009 \| Quart de finale \| 4 \| 2 \| 0 \| 2 \| 5 \| 5 \| \| 2013 \| Quart de finale \| 4 \| 1 \| 1 \| 2 \| 3 \| 5 \| \| 2017 \| 1er tour \| 3 \| 1 \| 0 \| 2 \| 5 \| 6 \| \| 2022 \| 1er tour \| 3 \| 0 \| 1 \| 2 \| 2 \| 7 \| \| 2025 \| 1/2 finale \| 5 \| 2 \| 1 \| 2 \| 6 \| 7 \| \| Total \| 13/14 \| 40 \| 10 \| 8 \| 22 \| 44 \| 70 \| |                                 |    |    |   |    |    |    |
| Édition | Performance                     | J  | V  | N | D  | BP | BC |
| 1984 | Demi-finale                     | 2  | 0  | 0 | 2  | 3  | 5  |
| 1987 | 3e                              | 2  | 1  | 0 | 1  | 2  | 3  |
| 1989 | 4e                              | 2  | 0  | 1 | 1  | 2  | 3  |
| 1991 | 4e                              | 2  | 0  | 0 | 2  | 1  | 5  |
| 1993 | Finaliste                       | 2  | 0  | 1 | 1  | 1  | 2  |
| 1995 | Non qualifiée (quart de finale) | -  | -  | - | -  | -  | -  |
| 1997 | Finaliste                       | 5  | 2  | 2 | 1  | 7  | 6  |
| 2001 | 1er tour                        | 3  | 1  | 1 | 1  | 3  | 4  |
| 2005 | 1er tour                        | 3  | 0  | 0 | 3  | 4  | 12 |
| 2009 | Quart de finale                 | 4  | 2  | 0 | 2  | 5  | 5  |
| 2013 | Quart de finale                 | 4  | 1  | 1 | 2  | 3  | 5  |
| 2017 | 1er tour                        | 3  | 1  | 0 | 2  | 5  | 6  |
| 2022 | 1er tour                        | 3  | 0  | 1 | 2  | 2  | 7  |
| 2025 | 1/2 finale                      | 5  | 2  | 1 | 2  | 6  | 7  |
| Total | 13/14                           | 40 | 10 | 8 | 22 | 44 | 70 |

### Compétitions non-officielles
- Coupe d'Europe des nations 1969 :  Vainqueur
- Coupe du monde 1970 :  Finaliste
- Coupe du monde 1971 : Demi-finale
- Coupe d'Europe des nations 1979 :  Finaliste
- Mundialito féminin 1981 :  Vainqueur
- Mundialito féminin 1984 :  Vainqueur
- Mundialito féminin 1985 :  Finaliste
- Mundialito féminin 1986 :  Vainqueur
- Mundialito féminin 1988 :  Finaliste

## Personnalités historiques de l'équipe d'Italie

### Principales joueuses d'hier et d'aujourd'hui
| - Susy Augustesen - Fery Ferraguzzi | - Carolina Morace - Elisabetta Vignotto |

### Sélectionneurs
- 1968-1970 : Cavicchi
- 1970-1971 : Trabucco
- 1971 : Cavicchi
- 1972 : Amedeo Amadei
- 1972 (interim, 1 match) : Oliveri
- 1972-1978 : Amedeo Amadei
- 1979-1980 : Galli
- 1980-1981 : Sergio Guenza
- 1981-1983 : Todeschini
- 1983-1984 : Benedetti
- 1984-1989 : Ettore Recagni
- 1989-1993 : Sergio Guenza
- 1993-1994 : Comunardo Nicolay
- 1994-1997 : Sergio Guenza
- 1998 : Sergio Vatta
- 1999 : Carlo Facchin
- 1999-2000 : Ettore Recagni
- 2000-2005 : Carolina Morace
- 2005-2012 : Pietro Ghedin
- mai 2012-2017 : Antonio Cabrini
- 2017-août 2023[3] : Milena Bertolini
- depuis sep. 2023 : Andrea Soncin